# Painesville
Painesville – miasto w Stanach Zjednoczonych, w północno-wschodniej części stanu Ohio, na wybrzeżu jeziora Erie.
Liczba mieszkańców w 2000 roku wynosiła 17 826.